# Poto Argiro (general)
Poto Argiro (en griego: Πόθος Ἀργυρός; transliteración: Pothos Argyros) fue un general bizantino de la primera mitad del siglo X que sirvió durante el reinado de los emperadores León VI el Sabio, Constantino VII y Romano I. Era hijo del general Eustacio Argiro y hermano del también general León Argiro. Inicialmente se desempeñaba como manglabita (escolta personal del emperador) de León VI, para luego convertirse en doméstico de las escolas con Romano I, participando en la desastrosa batalla de Pegai en 922. Desapareció algunas décadas de los registros oficiales para reaparecer en 958 cuando derrotó a los magiares en batalla. 

## Biografía

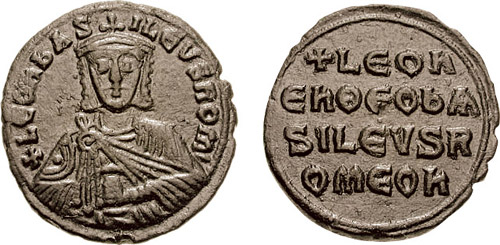
Follis de León VI el Sabio (r. 886-912)

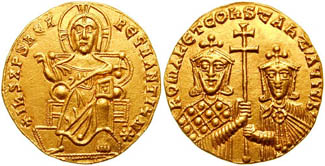
Sólido bizantino de Romano I (r. 920-944) y Constantino VII (r. 913-959)

Poto era el hijo del magíster Eustacio Argiro, drungario de la guardia durante el emperador León VI el Sabio (r. 886-912). En c. 910, Poto y su hermano León servían como manglabitas (cuerpo de escolta) de León VI, cuando su padre fue envenenado después de caer bajo sospecha del emperador. Los hermanos llevaron el cuerpo de su padre al monasterio de Santa Isabel en el Thema Carsiano.
Tanto Poto como León continuaron la carrera militar. Alrededor de 921, Poto fue nombrado doméstico de las escolas de Romano Lecapeno (r. 920-944) y enviado a supervisar la frontera con Bulgaria. Poto participó en la desastrosa campaña contra el Primer Imperio búlgaro, donde luchó en la batalla de Pegai en marzo de 922. En 958, con el rango de patricio y el puesto de doméstico de los excubitores, derrotó a los magiares en batalla.
Mientras algunos estudiosos consideran que el hijo de Eustacio Argiro es el individuo citado en 958, los prosopografistas Jean-Claude Cheynet y Jean-François Vannier consideran esta asociación sería poco probable, considerando que por 921 el hermano de Poto era lo suficientemente viejo para tener un hijo en edad de matrimonio, y sugieren que el comandante del 958 sería otro miembro de la familia, probablemente el nieto de León o Poto.